# محمود علی یوسف
محمود علی یوسف (زاده ۲ سپتامبر ۱۹۶۵) یک دیپلمات اهل جیبوتی و رئیس منتخب کمیسیون اتحاد آفریقا است. او طولانی‌ترین وزیر امور خارجه جیبوتی است که از سال ۲۰۰۵ این سمت را بر عهده داشته است.
در آوریل ۲۰۲۴، وی توسط دولت جیبوتی برای سمت رئیس کمیسیون اتحادیه آفریقا نامزد شد. در ۱۵ فوریه ۲۰۲۵، او پس از هفت دور رای‌گیری در انتخابات آدیس آبابا، اتیوپی پیروز شد.

## دوران اولیه زندگی و تحصیل
محمود علی یوسف در ۲ سپتامبر ۱۹۶۵ در شهر جیبوتی به دنیا آمد. او تحصیلات اولیه خود را در جیبوتی گذراند.
یوسف برای ادامه تحصیل به انگلستان، فرانسه و کانادا رفت. او در رشته مدیریت بازرگانی در دانشگاه لیورپول تحصیل کرد و در سال ۱۹۹۰ مدرک کارشناسی ارشد خود را در رشته مدیریت گرفت. او پایان‌نامه خود را در دانشگاه آزاد بروکسل در دهه ۱۹۹۰نوشت.

## زندگی شخصی
یوسف به زبان‌های آفریقایی سومالیایی، عربی، انگلیسی و فرانسوی مسلط است.
گفته می‌شود که وی با اسماعیل عمر گوئله رئیس‌جمهور جیبوتی رابطه نزدیک دارد.